# NGC 6887
NGC 6887 (другие обозначения — PGC 64427, ESO 186-27, AM 2013-525, IRAS20135-5257) — галактика в созвездии Телескоп.
Этот объект входит в число перечисленных в оригинальной редакции «Нового общего каталога».